# Cát Nhĩ Đan
Galdan (tiếng Mông Cổ: ᠭᠠᠯᠳᠠᠨ, Chuyển tự Latinh: Galdan, chữ Mông Cổ: Галдан, chữ Hán: 噶爾丹, Hán Việt: Cát Nhĩ Đan hay cũng phiên thành Cát Lặc Đan (噶勒丹) 1644 - 1697), là một Đại hãn người Mông Cổ nhánh Oirat của Hãn quốc Chuẩn Cát Nhĩ (Dzungar). Ông là con trai thứ của Batur Erdeni Taji (Ba Đồ Nhĩ Hồn Thai cát), thủ lĩnh Chuẩn Cát Nhĩ bộ, do đó Cát Nhĩ Đan là hậu duệ của Dã Tiên thái sư (Yesen). Mẹ của ông là Aga (阿噶斯可敦 A Cát Tư Khả đôn) - con gái của Güshi Khan (Cố Thủy hãn, 固始汗) của Hãn quốc Khoshut (Hòa Thạc Đặc) ở khu vực tỉnh Thanh Hải ngày nay.

## Cuộc sống ban đầu và giành lấy quyền lực
Galdan được Cách-lỗ phái (gelug) của Phật giáo Tây Tạng nhận định là chuyển thế đời thứ ba của Ôn Tát Hoạt Phật (sư của Ban-thiền Lạt-ma thứ 4). Năm 1656, Galdan đến chùa Đại Chiêu ở Lhasa thuộc Tây Tạng, tiếp thu quán đình từ Đạt-lai Lạt-ma thứ 5. Sau đó, Galdan đến chùa Tashilhunpo (Trát Thập Luân Bố) ở Xigazê, Tây Tạng bái Ban-thiền Lạt-ma đời thứ 4 làm sư. Năm 1662, Ban-thiền Lạt-ma viên tịch, Galdan trở về chùa Jokhang (Đại Chiêu) theo Đạt-lai Lạt-ma, rất được Đạt-lai coi trọng, trong thời gian đó ông đã kết làm hữu hảo với Tang Kết Gia Thác (桑結嘉错). Ngày 23 tháng 11 năm 1666, Galdan trở về Chuẩn Cát Nhĩ.
Ông đã ủng hộ anh trai Sengge (Tăng Cách) trở thành đại hãn của Chuẩn Cát Nhĩ, chống lại ý muốn của hai huynh đệ đồng phụ dị mẫu là Tseten (車臣, Xa Thần) và Tsobda Batur (卓特巴巴圖爾, Trác Đặc Ba Ba Ba Đồ Nhĩ). Với sự ủng hộ của Ochirtu Khan (鄂齊爾圖汗, Ngạc Tề Nhĩ Đồ Hãn) của Hãn quốc Khoshut, cuộc xung đột này đã kết thúc với phần thắng thuộc về Sengge vào năm 1661. Tuy nhiên, hai người này đã mưu sát Sengge vào năm 1671, khi Galdan hay tin, trong khi có thân phận Phật sống, ông đã hiệu triệu mọi người và ngay chóng tiến đến thung lũng sông Irtysh để trả thù cho cái chết của anh trai, đánh bại Xa Thần bộ, đoạt lấy hãn vị của Chuẩn Cát Nhĩ. Năm 1671, Đạt-lai đã ban tước Khong Tayiji (Hồn thai cát) cho Galdan. Năm 1672, Galdan tuyên bố hoàn tục, kế tục giữ chức thủ lĩnh bộ Dzungar, sai sứ sang triều cống nhà Thanh ở Trung Quốc, yêu cầu triều đình nhà Thanh thừa nhận quyền thống trị của bản thân.
Mặc dù đã kết hôn với A Nô khả đôn, cháu gái của Ochirtu, Galdan vẫn tiến hành xung đột với Hãn quốc Khoshut. Lo sợ trước Galdan, Ochirtu đã ủng hộ Choqur Ubashi (楚琥布烏巴什, Sở Hổ Bố Ô Ba Thập)- chú ruột và cũng là kình địch của Galdan, là người đã từ chối công nhận hãn vị của Galdan. Chiến thắng trước Ochirtu vào năm 1677 đã biến Galdan thành thủ lĩnh của người Oirat. Năm 1678, Galdan được Đạt-lai Lạt-ma thứ 5 ban xưng hiệu "Boshoghtu Khan" (博碩克圖汗, Bác Thạc Khắc Đồ Hãn), chính thức tuyên bố kiến lập Hãn quốc Dzungar. Toàn bộ người Oirat ở Dzungaria và tây bộ nước Mông Cổ ngày nay đã thống nhất dưới quyền của Galdan.

## Chinh phục
Các giáo sĩ Imam dòng Sufi Naqshbandi đã thay thế các hãn Sát Hợp Đài vào đầu thế kỷ 17, họ đã đánh bại Bạch Sơn phái (Aq Taghliq) Hồi giáo ở Diệp Nhĩ Khương hãn quốc. Vị quân chủ lưu vong Afaq của Bạch Sơn phái đã thỉnh cầu Đạt-lai Lạt-ma trợ giúp quân sự vào năm 1677. Theo yêu cầu của Đạt-lai Lạt-ma, Cát Nhĩ Đan đã lật đổ Naqshbandu của Hắc Sơn phái (Qara Taghliq), lập Afaq làm người cai trị ở đó. Cát Nhĩ Đan ra lệnh rằng người Turkestan sẽ được xét xử theo luật pháp của họ trừ các trường hợp có ảnh hưởng đến Chuẩn Cát Nhĩ. Người Chuẩn Cát Nhĩ nắm quyền kiểm soát lòng chảo Tarim cho đến năm 1757.
Năm 1680, người Kyrgyz Đen đã đột kích Moghulistan và chiếm giữ Yarkand. Các cư dân Yarkend đã kêu gọi Cát Nhĩ Đan giúp đỡ. Chuẩn Cát Nhĩ đã chinh phục Kashgar và Yarkand; và Cát Nhĩ Đan đã được các cư dân lựa chọn làm quân chủ. Năm sau, Cát Nhĩ Đan xâm lược khu vực phía bắc của núi Tengeri thuộc Kazakhstan ngày nay; ông đã đánh bại hãn Tauke của hãn quốc Kazakh song đã thất bại khi chiếm Sayram. Năm sau, ông lại chinh phục Thổ Lỗ Phồn và Cáp Mật ở phía đông. Năm 1683, quân của Cát Nhĩ Đan dưới quyền chỉ huy của Tsewen Rabtan đã tiến đến Tashkent và Syr Darya và đè bẹp hai đội quân người Kazakh. Sau đó, Cát Nhĩ Đan khuất phục người Khirgiz Đen và cướp phá thung lũng Fergana. Từ năm 1685, quân của Cát Nhĩ Đan tích cực đẩy lui người Kazakh. Trong khi bộ tướng Tsewen Rabtan chiếm Taraz, đại quân của ông đã buộc người Kazakh phải di cư về phía tây. Năm 1687, Cát Nhĩ Đan bao vây thành phố Hazrat-e Turkestan ở nam bộ Kazakhstan ngày nay, một trung tâm hành hương tôn giáo quan trọng với người Kazakh Hồi giáo, song đã không thể chiếm được thành phố.

## Kình địch với người Khalkha
Ban đầu, người Khalkha (Khách Nhĩ Khách) và người Oirat là đồng minh, bị rằng buộc bời các điều khoản trong bộ luật Oirat-Mông Cổ-. Để củng cố liên minh này, Cát Nhĩ Đan đã cố kết minh với hãn Sa Lạt (沙喇, Shira) của Trát Tát Khắc Đồ bộ. Trước đó Sa Lạt đã mất một phần các thần dân vào tay hãn Sát Hồn Đa Nhĩ Tể (察琿多爾濟, Chakhundorji) của Thổ Tạ Đồ Bộ, và Sa Lạt phải chuyển "ngột lỗ đóa" (ordo) của mình đến gần dãy núi Altai. Sát Hồn Đa Nhĩ Tể đã tấn công tả dực quân của người Khách Nhĩ Khách và giết chết Sa Lạt vào năm 1687. Cát Nhĩ Đan đã phái em trai là Đa Nhĩ Cát Trát Bố (多爾吉扎布, Dorji-jav) đi đánh Thổ Tạ Đồ bộ, song quân Chuẩn Cát Nhĩ đã bị đánh bại và Đa Nhĩ Cát Trát Bố tử trận.
Để báo thù cho cái chết của em trai và khuếch trương ảnh hưởng đối với các bộ Mông Cổ khác, Cát Nhĩ Đan đã chuẩn bị một cuộc chiến tranh với người Khách Nhĩ Khách. Cát Nhĩ Đan đã thiết lập một mối quan hệ thân thiện với Đế quốc Nga, trong lúc này Đế quốc Nga đang có chiến tranh với Thổ Tạ Đồ Bộ để tranh giành các lãnh thổ gần hồ Baikal ở phía bắc Khách Nhĩ Khách. Có chung lợi ích trong việc đánh bại Khách Nhĩ Khách, cả Cát Nhĩ Đan và Đế quốc Nga cùng lúc tấn công Khách Nhĩ Khách và chiếm hầu hết lãnh thổ của Khách Nhĩ Khách. Với các vũ khí mua của người Nga, Cát Nhĩ Đan đã tấn công vào các lãnh thổ của vị Thổ Tạ Đồ hãn cuối cùng, và tiến đến lãnh địa của Sát Hồn Đa Nhĩ Tể. Trong khi đó, người Cossack Nga tấn công và đánh bại 1 vạn quân Khách Nhĩ Khách gần hồ Baikal. Sau hai trận đánh đẫm máu với Chuẩn Cát Nhĩ gần chùa Erdene Zuu và Tomor, Sát Hồn Đa Nhĩ Tể cùng con trai là Cát Lặc Đan Đa Nhĩ Tể (噶勒丹多爾濟, Galdandorji) phải chạy trốn đến khu vực sông Ongi.
Thực hiện các hành động trái với mệnh lệnh từ Khang Hy hoàng đế và Đạt-lai Lạt-ma thứ 5, Cát Nhĩ Đan chiếm đóng toàn cảnh Khách Nhĩ Khách vào năm 1688, Triết Bố Tôn Đan Ba (哲布尊丹巴, lãnh đạo Cách-lỗ phái ở Mông Cổ) đã phải chạy trốn. Triều đình Thanh đã củng cố các đơn vị đồn trú ở biên giới phía bắc của mình, và khuyến khích người Khách Nhĩ Khách kháng cự Cát Nhĩ Đan. Sau khi tăng cường quân tinh nhuệ, Thổ Tạ Đồ hãn Sát Hồn Đa Nhĩ Tể đã phản công quân Chuẩn Cát Nhĩ, và chiến đấu với họ gần hồ Olgoi vào ngày 3 tháng 8 năm 1688. Quân Chuẩn Cát Nhĩ đã chiến thắng sau một trận chiến kéo dài 3 ngày. Cuộc chinh phục của Cát Nhĩ Đan đã buộc Triết Bố Tôn Đan Ba và Sát Hồn Đa Nhĩ Tể phải suất toàn bộ tộc nhân Khách Nhĩ Khách về phía nam để xin triều đình Thanh bảo hộ vào tháng 9. Tuy nhiên, trong lúc này người Hồi giáo ở nam bộ Tân Cương ngày nay tiến hành nổi dậy, Cát Nhĩ Đan bất đắc dĩ phải hồi quân. Không phải chờ đến khi Cát Nhĩ Đan hồi quân, người lưu thủ nam bộ Tân Cương là Sách Vọng A Lạp Bố Thản (策妄阿拉布坦, con trai của Tăng Cách) đã bình định được phản loạn, tuy nhiên tài cán của người cháu này lại khiến cho Cát Nhĩ Đan ngờ vực, Cát Nhĩ Đan thậm chí còn ám sát Sách Nặc Bố A Lạp Bố Thản (索諾布阿拉布坦), bách Sách Vọng A Lạp Bố Thản suất lĩnh bộ chúng trốn đến khu vực sông Bác Nhĩ Tháp Lạp. Cát Nhĩ Đan đích thân suất binh truy đuổi cháu trai song bị đánh bại.

## Chiến tranh với triều Thanh
Năm 1689, Đại Thanh và Đế quốc Nga ký kết Điều ước Ni Bố Sở, Nga từ bỏ hỗ trợ công khai cho Cát Nhĩ Đan. Sang năm 1690, trú địa Khoa Bố Đa của Cát Nhĩ Đan chịu hạn hán nặng nề, Cát Nhĩ Đan bức bách phải suất binh Đông chinh. Sách Vọng A Lạp Bố Thản tận dụng thời cơ này đã đưa người quay trở lại, chiếm lĩnh bản thổ của Chuẩn Cát Nhĩ. Hậu lộ của Cát Nhĩ Đan vì thế bị cắt đứt, phải tranh đoạt khu vực Mạc Nam có nguồn cỏ và nước phong phú hơn với triều Thanh. Với chiến thắng năm 1688, Cát Nhĩ Đan đã đẩy người Khách Nhĩ Khách vào vòng tay nhà Thanh và biến mình trở thành mối đe dọa quân sự đối với triều đình của người Mãn. Ngày 21 tháng 6, Cát Nhĩ Đan đánh bại quân Thanh, binh lính đến Ô Lan Bố Thông (nay thuộc Khắc Thập Khắc, Nội Mông, chỉ cách Bắc Kinh 700 lý. Cát Nhĩ Đan cự tuyệt đề nghị hòa bình của triều Thanh, biểu thị với sứ giả Thanh: "Thánh thượng quân nam phương, ngã Trường bắc phương" (tức muốn vùng đất phía Bắc Vạn Lý Trường Thành). Khang Hy hoàng đế ban đầu dự định thân chinh Cát Nhĩ Đan, song bị bệnh nên phải trở về Bắc Kinh. Ngày 4 tháng 9, trong trận Ô Lan Bố Thông, quân Thanh đã đánh bại Cát Nhĩ Đan, Cát Nhĩ Đan cùng gần vài trăm người chạy về Khoa Bố Đa.

## Những năm cuối đời
Năm 1691, Cát Nhĩ Đan bị Sách Vọng A Lạp Bố Thản đột ngột tập kích trong khi lương thực và vật tư đều trống không. Tuy nhiên, ông lại được chưởng quyền Tang Kết Gia Thác ở Lạp Tát trợ giúp, có được phương tài và sau đó nghị hòa với Sách Vọng A Lạp Bố Thản. Năm 1692, Cát Nhĩ Đan sai sứ đến chỗ thủ lĩnh Sa Tân (沙津) của Khoa Nhĩ Thấm Mông Cổ để thuyết phục phản Thanh, Sa Tân làm theo ý chỉ của triều đình mà giả bộ đồng thuận. Năm 1695, trải qua vài năm hưu dưỡng, dưới sự hỗ trợ của Tang Kết Gia Thác, Cát Nhĩ Đan lại một lần nữa tiến quân vào Khách Nhĩ Khách.
Năm 1696, Cát Nhĩ Đan đang ở thượng lưu sông Khắc Lỗ Luân nằm ở phía đông Ulaanbaatar, cách Bắc Kinh 700 km về phía tây bắc. Kế hoạch của Khang Hy hoàng đế là đích thân dẫn quân tiến về phía tây bắc đánh Cát Nhĩ Đan trong khi cử một đội quân thứ hai tiến về phía bắc từ sa mạc Ordos để chặn đường lui của Cát Nhĩ Đan. Khi Khang Hy hoàng đế đến Khắc Lỗ Luân, đã phát hiện ra quân của Cát Nhĩ Đan song buộc phải quay trở lại do thiếu nguồn tiếp tế. Cùng ngày Khang Hy hoàng đế rút đi (12 tháng 6), Cát Nhĩ Đan đã mắc sai lầm với cánh quân Thanh phía tây và chịu thất bại thảm hại tại khu vực nay là vườn quốc gia Gorkhi-Terelj gần thượng lưu sông Tuul ở phía đông Ulaanbaatar. A Nô khả đôn của Cát Nhĩ Đan đã bị giết chết và quân Mãn đã bắt được 20.000 con bò và 40.000 con cừu, bản thân Cát Nhĩ Đan chạy trốn chỉ với 40 hoặc 50 người. Ông tập hợp được vài nghìn người theo mình song sau đó họ đã bỏ đi do đói. Năm 1697, khi đang ở khu vực dãy núi Altay gần Khovd với 300 lính, Cát Nhĩ Đan đã đột ngột qua đời vào ngày 13 tháng 3 nhuận (3 tháng 5) trong một hoàn cảnh bí ẩn.